# Angelo Pinetti
Angelo Pinetti (Martinengo, 1º aprile 1872 – Bergamo, 10 settembre 1930) è stato uno storico italiano.
Nato a Martinengo in provincia di Bergamo, si laureò in lettere presso l’Università di Pavia nel 1894 ottenendo poi il diploma di magistero per l’insegnamento delle lingue classiche. Insegnò italiano presso le scuole superiori di varie città fino ad approdare alla Scuola di pittura dell’Accademia Carrara di Bergamo. Archivista e ricercatore di storia locale, pubblicò numerosi saggi sull’arte, la storia e la cultura bergamasca sulle riviste L’arte cristiana, Pro Famiglia, Emporium, Bergomum, La Rivista di Bergamo nonché volumi monografici.
Collaborò con Mauro Pelliccioli al recupero e alla riconsegna ai proprietari (1918-1920) delle suppellettili dei paesi della sua provincia che erano state poste in custodia nei sotterranei di Palazzo Venezia a Roma durante la prima guerra mondiale.
Fu presidente dell’Ateneo di Scienze Lettere ed Arti di Bergamo
Fu nominato Ispettore Onorario per la Soprintendenza della Lombardia col compito di compilare l’Inventario degli oggetti d’arte della provincia di Bergamo (3,500 schede di quadri, oggetti di oreficeria, arredi e paramenti sacri ordinate per comune) che fu pubblicato a cura del Ministero dell'educazione nazionale dalla Libreria dello Stato nel 1931, l’anno successivo al suo decesso. La documentaria che aveva raccolto sui beni artistici della provincia di Bergamo, donata dalla vedova, alla Biblioteca Angelo Mai comprende numerose schede che non sono state pubblicate nell’Inventario.

## Le opere
Storia locale:
- Le liriche di Luigi Carrer: note storico letterarie (1896)
- L’umanista Lodovico Odasio alla corte dei Duchi d’Urbino (1896)
- Le pergamene dell’Archivio comunale di Martinengo (1896)
- La chiesa di S. Agata di Martinengo, studi e documenti (1897)
- L’archivio comunale Martinenghese ricomposto e ordinato (1898)
- La fratellanza artigiana dei sarti di Martinengo (1898)
- Curiosità cinegetiche (estratto). Tip. S. Alessandro (1899)
- Una supplica alla Serenissima contro gli Ebrei (1900)
- Ricerche storiche sulla sanità pubblica a Bergamo (1900)
- La chiesa e il convento dell’Incoronata a Martinengo (s/d)
- Medici condotti a Martinengo nel Quattrocento (1906)
- I “piffari” del comune di Bergamo (1909)
- Su e giù per l’Italia (lembi di patria) (1909)
- Le limitazioni del lusso e dei consumi nelle leggi suntuarie bergamasche (sec. 14-16). Istituto italiano d’arti grafiche (1917)
- Dalla lega di Cambray alla pace di Noyon (1506-1516): cronistoria Martinenghese da documenti inediti. Istituto italiano d'arti grafiche (1916)
- I Bergamaschi a Lepanto (1912)
- Ricerche storiche sulla sanità pubblica in Bergamo (1900)
- Uno stampatore bergamasco in Roma e le sue memorie autobiografiche (1912)
- Una spiziaria bergamasca nel medioevo (1911)
- Minuzzoli di Storia Bergamasca, Società editrice bergamasca (s/d)
- Un episodio carnevalesco a Malta nel secolo 17 (1921)
- Nunzi ed ambasciatori della magnifica città di Bergamo alla repubblica di Venezia (1929)

Storia dell’arte:
- Per la storia della pittura bergamasca nel Cinquecento: spiolature d’archivio (1908)
- Storia d’un quadro nella Cappella Colleoni (1910)
- Notarelle ghislandiane (1911)
- L’Accademia Carrara in Bergamo (1912)
- Il pittore bergamasco Ponziano Loverini (1914)
- Gli arredi sacri di una chiesa bergamasca secondo un inventario del Quattrocento (1914)
- Francesco Zuccarelli e il suo soggiorno a Bergamo (1914)
- Francesco Coghetti pittore (1892.1875). Ed. Bolis (1915)
- Opere d’arte bresciana a Bergamo (1915)
- La decorazione pittorica secentesca di S. Maria Maggiore (1916)
- Francesco Bartoli comico ed erudito e la prima guida artistica di Bergamo (1916)
- Nuovi documenti sull’architetto bergamasco Mauro Codussi (1927)
- Lettere pittoriche inedite di Monsignor Giovanni Bottari e del conte Giacomo Carrara (1914)
- Il museo di Berlino (1920)
- Bergamo e le sue valli con particolare riguardo a S. Pellegrino: guida storico-artistico-turistica. Giulio Vannini editore (1921)
- Il conte Giacomo Carrara e la sua Galleria secondo il Catalogo del 1796 (1922)
- L’architetto Pietro Cleri e una sua opera ignorata in Bergamo (1923)
- La leggenda di S. Giuliano Ospitaliero negli affreschi della casa Pesenti (1923)
- Grumello de' Zanchi  e le sue preziosità artistiche (1926)
- L’Accademia Carrara di Bergamo (1929)
- L’arte nell’Alta Val Brembana. Soc. anonima A. Savoldi (s/d)
- Il pittore tedesco Gian Cristoforo Storer e le sue opere in Bergamo (1928)
- Un’insussistente identificazione del casato di Giorgione (1928)
- Monumenti sepolcrali dei Tasso in Santo Spirito (1928)
- Documenti inediti sul polittico del Borgognone nella Chiesa di Santo Spirito (1929)
- Ponziano Loverini. Istituto italiano d’arti grafiche (1930)
- Inventario degli oggetti d’arte della provincia di Bergamo. Libreria dello Stato (1931)